# Кащенко, Светлана
Светлана Кащенко де Лопес (исп. Svetlana Kashchenko de Lopéz; род. 16 декабря 1968, Ярославль) — никарагуанский спортивный стрелок. Участница летних Олимпийских игр 2004 года, чемпионка Центральноамериканских и Карибских игр 2002 года.

## Биография
Светлана Кащенко родилась 16 декабря 1968 года в городе Ярославль.
Занималась стрелковым спортом с 1980 года. С 1983 года участвовала в соревнованиях. Входила в состав юношеской сборной СССР.
Жила в городе Белая Церковь Киевской области. Познакомившись с никарагуанцем, вышла за него замуж и в 1989 году эмигрировала в Никарагуа.
Тренировалась под началом Вальтера Мартинеса.
В 2002 году завоевала золотую медаль Центральноамериканских и Карибских игр в Сан-Сальвадоре в стрельбе из мелкокалиберной винтовки с 50 метров из трёх позиций.
В 2003 году на Панамериканских играх в Санто-Доминго заняла 9-е место в стрельбе из винтовки с 50 метров из трёх позиций и 18-е место в стрельбе из пневматической винтовки с 10 метров.
В 2004 году вошла в состав сборной Никарагуа на летних Олимпийских играх в Афинах. В стрельбе из пневматической винтовки с 10 метров поделила 41-42-е места в квалификации с Даун Кобаяси с Ямайки, выбив 383 очка, уступив 13 очков худшим из попавших в финал. В стрельбе из мелкокалиберной винтовки с 50 метров из трёх позиций заняла 28-е место в квалификации, выбив 563 очка и уступив 16 очков попавшей в финал с 8-го места Наталье Кальныш с Украины. Была знаменосцем сборной Никарагуа на церемонии открытия Олимпиады.